# 塞巴斯蒂安·弗赖
塞巴斯蒂安·弗赖（1980年3月18日—），法国足球运动员，司職守門員。現已退役。

## 生平
這名球員早於十八歲時已到意甲聯賽打滾，起先效力巨型班國際米蘭。但在國際米蘭期間他不但未能取得正選，每當上陣都缺乏表現，失球數字也相當驚人。至2001年他轉投規模沒那麼大的帕尔马，表現才始有改善，並取得正選。
2005年他再轉投費倫天拿。這時他嶄露頭角，並於2007年入選法國國家隊擔任第二號門將。
2010年11月2日，費爾訓練時膝部受傷，未能完成餘下賽事。新加盟的門將得到教練重用，令費爾失去門將的正選席位。費爾意興闌珊，2011年轉投熱那亞。